# Clara Harnack
Clara Emilie Harnack, geborene Reichau (* 22. März 1877 in Fulda; † 14. Januar 1962 in Neckargemünd), war eine deutsche Malerin, Lehrerin und die Mutter der Widerstandskämpfer Arvid und Falk Harnack.

## Leben und Familie
Clara Reichau entstammte einer Akademikerfamilie aus Pommern. Ihr Vater war Jurist und ihre beiden Brüder Werner und Rudolf Reichau waren als Juristen in der Weimarer Republik und während der Zeit des Nationalsozialismus hohe Beamte im Reichsjustizministerium, ihr Schwager Adolf von Harnack war Theologe. Einer ihrer Großväter war der Chemiker Justus von Liebig.

### 1890 bis 1933
In Berlin erhielt Clara Reichau ab 1890 Mal- und Zeichenunterricht. Die vielseitig begabte Künstlerin lehnte sich schon früh gegen die konservative Familie auf. Bereits im Alter von 16 Jahren war sie begeisterte Zuhörerin bei öffentlichen Reden von August Bebel. Sie studierte an den Universitäten Berlin, Florenz, Jena, Darmstadt und der Kunstakademie Stuttgart. Englisch, Französisch und Italienisch sprach sie fließend. Sie entschied sich für eine Laufbahn als Malerin und ging zu Studienzwecken als Gouvernante und Deutschlehrerin nach Florenz. In einem Lokal bei der Villa Borghese in Rom lernte sie 1897 den 20 Jahre älteren Literaturprofessor und Goetheforscher Otto Harnack kennen, den sie am 20. August 1898 in Berlin heiratete. Das Paar lebte in Berlin, bis Otto Harnack eine Professur für Literaturgeschichte und Ästhetik in Darmstadt erhielt. Clara Harnack besuchte dort die Hochschule, und 1901 wurden der Sohn Arvid und am 27. März 1904 die Tochter Ingeborg („Inge“) Harnack geboren.
Otto Harnack war mit seinem Bruder Adolf ab 1904 Mitglied der Akademie gemeinnütziger Wissenschaften zu Erfurt. Zwischen 1904 und 1905 besuchte Clara Harnack die Zeichenschule im Volkshaus Jena und gehörte mit Helene Czapski zu den Schülern von Erich Kuithan, wobei sie Porträts und Wandmalereien schuf.
1905 zog sie mit ihrem Mann wegen dessen neuer Professur nach Stuttgart, von wo die Familie um 1911 häufig die Bodensee-Gegend und den Schwarzwald bereiste. In Stuttgart wurden auch die Tochter Angela („Ansa“, ca. 1907–1990) und 1913 das jüngste Kind, der Sohn Falk, geboren. An der Königlichen Akademie der bildenden Künste studierte Clara Harnack bei Adolf Hölzel und an der Kunstgewerbeschule bei Bernhard Pankok. Sie nahm 1913 an der Großen Kunst-Ausstellung Stuttgart teil. Die Familie lebte in einer kulturbeflissenen humanistisch-liberalen Atmosphäre, bis Otto Harnack, der laut Aussage seiner Frau „häufiger im Scherz das deutsche Volk selbst als seine Familie bezeichnete“ und ein Verehrer der deutschen Klassik war, im März 1914 durch Suizid starb  – wohl wegen Nervenkrankheit, Depressionen und Sinnkrise angesichts des wilhelminischen Militarismus (im Gegensatz zu seinem Bruder Adolf von Harnack, der das Manifest der 93 mitunterzeichnete). Clara Harnack heiratete danach nicht erneut.
Clara Harnack kehrte mit den jüngeren Kindern (während die älteren zeitweise in der Obhut des Adolf von Harnack in Berlin aufwuchsen) nach Jena zurück, wo sie ab 1915 als Kunstlehrerin in ihrer Wohnung in der Westendstraße sowie in einer Privatschule und als freischaffende Malerin wirkte. Sie war im Jenaer Kunstverein aktiv, nahm um 1920 an Ausstellungen teil und war mit den Familien von Siegfried Czapski, Arnold Sommerfeld und Felix Auerbach bekannt.
Mit dessen Gattin, Anna Auerbach (1861–1933; geb. Silbergleit) setzte sie sich für feministische Interessen in der 1912 gegründeten Ortsgruppe des Deutschen Verbandes für Frauenstimmrecht ein, deren Vorsitz sie 1915 und 1919 übernahm. 1922 wurde sie zudem Schwiegermutter des Neffen der Auerbachs, nämlich des Bauhaus-Schülers Johannes Ilmari Auerbach, der ihre Tochter Ingeborg 1922 in Jena heiratete.
In den 1930er Jahren lebte Clara Harnack in unsicheren wirtschaftlichen Verhältnissen zusammen mit ihrer Tochter, der Geigenlehrerin Angela, in einem Gartenhaus in Jena, wo sie auch als Privatlehrerin für Kunst und Französisch tätig war. Um 1932 wurde sie häufig von ihrem jüngsten Sohn Falk und seiner späteren Verlobten Lilo Ramdohr besucht, als diese noch Schüler auf Internaten in Weimar waren. Ramdohr wurde in die Familie einbezogen, bewunderte die Gemälde von Clara (Muhmi) Harnack und wurde von ihr wie eine leibliche Tochter behandelt.

### Zeit des Nationalsozialismus
Clara Harnack engagierte sich in der Internationalen Frauenliga für Frieden und auch in sozialen Belangen. So schickte sie ihre Töchter zum Freiwilligendienst in Jenaer Waisenhäusern. Um aber ihre Arbeit als Künstlerin fortsetzen zu können, musste sie der Reichskulturkammer beitreten. Ab 1938 bekam sie zunehmend Probleme mit der Gestapo in Jena und kam nach einer Denunziation (von Eltern, deren Kindern sie traditionelle Volkslieder statt NS-Liedern beigebracht hatte) einige Wochen in Gestapohaft. Nach einer weiteren Denunzierung durch einen Hausbewohner wurde sie im Amtsgefängnis am Jenaer Steiger inhaftiert. Dank des Leiters der Jenaer Nervenklinik, Hans Berger, und einem Anwalt entging Harnack einer Überführung in ein Konzentrationslager, musste aber Thüringen verlassen.
Von September 1940 bis Januar 1941 wurde sie bei Freunden der Familie in Bayern untergebracht, so bei dem Kunsttheoretiker Egon Kornmann im Gustaf-Britsch-Institut in Starnberg und bei Johannes Müller auf Schloss Elmau. Mai 1941 zog Clara Harnacks Tochter Angela nach Neckargemünd, wo auch Clara Harnack selbst künftig wohnte. Im Winter 1941/1942 hielt sie sich wieder bei Egon Kornmann in Starnberg auf. Sowohl an diesen Orten, als auch auf Durchreisen ihrer Kinder Falk, Arvid und Mildred Harnack, fanden in dieser Zeit öfters Treffen zwischen Lilo Ramdohr und der Familie Harnack statt, so auch in München.
Durch diese Treffen und den stetigen Briefwechsel mit Lilo Ramdohr, die inzwischen von Alexander Schmorell aus der Schwabinger Kunstschule von Hein König über die Entstehung der Münchner Widerstandsgruppe Weiße Rose eingeweiht war, hatte Clara Harnack daher vermutlich Kenntnis sowohl von der Existenz der von ihrem Sohn Arvid geleiteten Widerstandsgruppe Rote Kapelle wie auch der Weißen Rose, als Arvid und Mildred am 7. September 1942 von der SS in Preil verhaftet wurden. Zusammen mit ihrem Neffen Axel von Harnack und ihrer Tochter Ingeborg Havemann-Harnack versuchte sie eine Verteidigung zu organisieren und Gnadengesuche beim Reichskriegsgericht unter Verweis auf ihre in der NS-Justiz hochrangig verbeamteten Brüder einzureichen, was letztlich erfolglos blieb.
Nach der, durch Befehl aus dem Führerhauptquartier beschleunigten, Hinrichtung ihres Sohnes Arvid am 22. Dezember 1942 und ihrer Schwiegertochter Mildred am 15. Februar 1943 (formaljuristisch selbst damals rechtsfehlerhaft, da der mit Haftstrafe endende Prozess auf direkten Führerbefehl hin, ohne Berufungsinstanz, ein zweites Mal von Oberkriegsgerichtsrat Roeder als Staatsanwalt aufgerollt wurde) geriet Clara Harnack noch stärker ins Visier der Karlsruher Gestapo.

Am 6. März 1943 wurde ihr jüngerer Sohn Falk von seinem Kompaniechef in Chemnitz wegen seines über Lilo Ramdohr vermittelten Kontaktes zu Alexander Schmorell und Hans Scholl verhaftet. Trotz ihrer bisherigen Konflikte mit der Gestapo gelang es Clara Harnack vor dem zweiten Prozess der Weißen Rose im März/April 1943 durch persönliche Vorsprache im Münchner Gestapo-Hauptquartier in der Brienner Straße 50 dem Gestapokommissar Gustav Beer die „kriegswichtige“ Rolle Falk Harnacks als Propagandaschaffender für die Wehrmacht, den altdeutschen Harnackschen Stammbaum und die Verdienste der Familie vorzuhalten, wobei sie auch ihre zwei mit dem Ritterkreuz dekorierten Neffen, Oberleutnant Helmut von Harnack und Leutnant Heinrich Hunger erwähnte. Sie übergab der Gestapo außerdem ein vorbereitetes Entlastungsschreiben, in dem es hieß: 

„[…] ein tragisches Schicksal hat meinen Sohn Falk aus der Mitte seiner fruchtbringenden Aufgabe, dem kulturellen Wohlergehen unsrer Soldaten, herausgerissen. Er und ich geben die Hoffnung nicht auf, dass ihm gestattet wird, seine geliebte und wertvolle Arbeit wieder aufzunehmen […]“

Um nach Falks Flucht im Dezember 1943 zu den griechischen Partisanen der ELAS weiteren Verfolgungen zu entgehen, musste sie nun auch Neckargemünd verlassen und tauchte bis zum Kriegsende in Unteruhldingen unter.

### Nachkriegsjahre
Um 1948 hielt sie sich zum Malurlaub öfters wieder bei Egon Kornmann in Starnberg und bei Lilo Ramdohr in Niederpöcking auf. Sie lebte vorübergehend in der DDR, zeitweise wohl bei der Tochter Ingeborg in Schwerin oder dem Sohn Falk in Ost-Berlin. Harnack wurde 1949 Ehrenpräsidentin des Landesausschusses Württemberg für die Deutsche Einheit. 1950 schuf sie Gemälde im Harz. Nach den Differenzen Falks mit der SED-Führung 1952 übersiedelte sie ebenfalls in den Westen.
Sie wurde Mitglied in der Frauenfriedensbewegung, sprach auf der Genfer Vier-Mächte-Konferenz 1959 und verfasste Schriften gegen die Verdrängung der NS-Zeit in der BRD. Sie zog mit ihrer unverheirateten Tochter Angela zurück nach Neckargemünd, wiederum in ein einfaches Gartenhaus, in der Wiesenbacher Straße, wo sie ab 1953 wohnte und bis zu ihrem Tod im Januar 1962 ansässig blieb. Ihre Grabstätte findet sich ebenfalls in Neckargemünd.
Dort führte die Hauptverwaltung Aufklärung der Stasi 1953 und selbst noch nach ihrem Tod erfolglose Nachforschungen hinsichtlich ihrer Verstrickung mit der Roten Kapelle und vermeintlichen Verbindungen zu kommunistischen Organisationen durch, einerseits um das in der damaligen BRD verbreitete Negativbild der Widerstandsorganisation als sowjetische Spionagegruppe zu widerlegen, andererseits um den Sohn, Falk Harnack, nach seinem Abgang aus der DDR, weiter zu beschatten.

## Werke (Auswahl)

### Bilder
- Landhaus An der Riese 9 (Haus des Kindermädchens Trude Klawe in Wöllnitz, 1920; Städtische Museen Jena)[41]
- Falk Harnack als Student (1933)[42]
- Stolberg am Harz (1950), Ölgemälde[43]

### Schriften
- Geleitwort in: Nico Rost: Ich war wieder in Dachau. Hrsg. Lagergemeinschaft Dachau, Dt. Sektion d. Internat. Dachau-Komitees. Frankfurt a. Main 1956.[44]
- An die Lebenden. Lebensbilder und letzte Briefe deutscher Widerstandskämpfer. Schromm, Bremen 1960.

## Ausstellungen (Auswahl)
- 1907: Ausstellung im Prinzenschlösschen in Jena[4]
- 1913: Große Kunst-Ausstellung Stuttgart[11]
- 1953: 3. Deutsche Kunstausstellung. Dresden, Albertinum (März–Mai)
- 2003: Entwurf und Wirklichkeit. Frauen in Jena 1900 bis 1933. Ausstellung des Vereins für Jenaer Stadt- und Universitätsgeschichte e. V. Erfurt, Thüringer Landtag (April)